# Niellim
Lua (por. Mjesec; također nose ime Niellim ili Neilliam), narod koji se danas vodi kao podgrupa Bua (Boua), naseljen na srednjem toku rijeke Chari u Čadu. Sami sebe nazivaju Lua, dok ih vlasti nazivaju Niellim. U ovaj kraj, na područje današnje prefekture Moyen-Chari, došli su prije naroda Sara, najveće etničke skupine u Čadu. Kroz povijest su ih zarobljavali lovci na robove iz plemena Bua. Danas su sitni uzgajivači prosa, sirka i pamuka. ih ima oko 5,000.
Jezik Niellima zove se niellim. Pripada u adamawa-ubangijske jezike, užoj skupini bua.